# 鄭普涇
鄭 普涇（チョン・ボギョン　Jeong Bo-Kyeong、女性、1991年4月17日- ）は、韓国の梁山市出身の柔道選手。階級は48kg級と52kg級。身長153cm。

## 人物
慶南体育高等学校、京畿大学校出身。
2011年のグランドスラム・東京では準決勝で日本の福見友子に敗れるも、無名選手ながら3位となった。2012年にはワールドカップ・ブダペストで国際大会初優勝を果たすが、ロンドンオリンピックには鄭貞娟がいたために出場できなかった。続いてワールドカップ・ウランバートルでも優勝すると、グランドスラム・東京では準決勝で地元日本の浅見八瑠奈に敗れたが、再び3位となった。2013年にはヨーロッパオープン・オーバーヴァルトで優勝を飾るが、グランプリ・デュッセルドルフでは決勝で日本の岡本理帆と対戦し終了間際に逆転の反則負けを喫して2位に終わった。2014年に地元で開催されたアジア競技大会では3位だった。グランドスラム・東京では3度目の3位になった。2015年には地元で開催されたユニバーシアードで優勝した。世界選手権では準々決勝で世界チャンピオンの近藤亜美を有効で破るものの、準決勝でアルゼンチンのパウラ・パレトから指導1を先取しながら、有効を取られて逆転負けしたが3位になった。2016年のリオデジャネイロオリンピックには金髪に染めて挑むと、韓国女子としてオリンピックで20年ぶりとなる決勝進出を果たしたが、パレトに小内刈の技ありで敗れて銀メダルに終わった。2017年と2018年の世界選手権には出場しなかった。一方で、2018年のアジア大会では決勝で近藤に十字固を極められかけるが凌ぐと、その直後に背負投で技ありを取って優勝した。その後、階級を52kg級に上げた。

## 主な戦績
48kg級での戦績
- 2011年 - グランドスラム・東京　3位
- 2011年 - グランプリ・青島　3位
- 2012年 - グランドスラム・パリ　5位
- 2012年 - ワールドカップ・ブダペスト　優勝
- 2012年 - ワールドカップ・ウランバートル　優勝
- 2012年 - グランドスラム・東京　3位
- 2012年 - ワールドカップ・チェジュ　2位
- 2013年 -　ヨーロッパオープン・オーバーヴァルト　優勝
- 2013年 - グランプリ・デュッセルドルフ　2位
- 2013年 - グランプリ・チェジュ　2位
- 2014年 -　グランプリ・ウランバートル　2位
- 2014年 - アジア競技大会　3位
- 2014年 - グランプリ・チェジュ　3位
- 2014年 - グランドスラム・東京　3位
- 2015年 -　グランプリ・デュッセルドルフ　3位
- 2015年 - ヨーロッパオープン・プラハ　優勝
- 2015年 - ユニバーシアード　個人戦　優勝　団体戦　2位
- 2015年 - アジアオープン・台北　優勝
- 2015年 - 世界選手権 3位
- 2015年 - グランプリ・タシュケント　2位
- 2015年 -　グランプリ・チェジュ　3位
- 2016年 -　ヨーロッパオープン・ローマ　優勝
- 2016年 - グランプリ・デュッセルドルフ　優勝
- 2016年 -　グランプリ・アルマトイ　2位
- 2016年 -　ワールドマスターズ　5位
- 2016年 - リオデジャネイロオリンピック 2位
- 2016年 -　グランドスラム・東京　2位
- 2017年 -　グランドスラム・パリ 優勝
- 2017年 -　ヨーロッパオープン・オーバーヴァルト　優勝
- 2017年 -　アジア選手権　3位
- 2017年 - ユニバーシアード　個人戦　3位　団体戦　2位
- 2017年 -　ワールドマスターズ　3位
- 2018年 - アジア大会　優勝

52kg級での戦績
- 2019年 -　グランドスラム・デュッセルドルフ 5位
- 2019年 - グランプリ・モントリオール　3位
- 2019年 - グランプリ・タシュケント　優勝
- 2020年 -　グランプリ・テルアビブ　2位
- 2021年 -　グランドスラム・タシケント　3位

(出典、JudoInside.com)